# Semjon Olelkowitsch

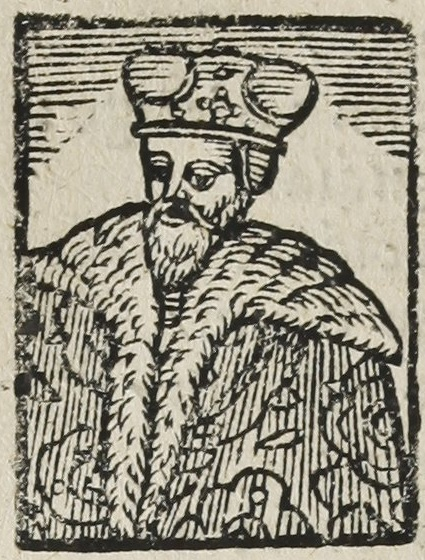
Porträt von Semjon Olelkowitsch von Bartosz Paprocki aus dem Jahr 1578

Semjon Olelkowitsch (Alexandrowitsch) (russisch Семён Олелькович, ukrainisch Семен Олелькович, * 1420; † 3. Dezember 1470) war der letzte Fürst Kiews.

## Biografie
Er gehörte zu den Nachfahren von Algirdas aus dem litauischen Fürstengeschlecht Gediminiden. Semjon war ab 1455 Herrscher des dem Großfürstentum Litauen unterstellten Fürstentums Kiew. Kasimir IV. Andreas erkannte Semjons Erbrechte auf das Fürstentum Kiew nicht an und degradierte ihn offiziell zum Statthalter. Unter Semjons Beteiligung wurde 1455 die Große Horde Said Ahmads besiegt, die seit den 1430er Jahren im Gebiet zwischen den Flüssen Dnepr und Don herrschte.
Semjon wurde 1456 von Separatisten, die die Union von Krewo auflösen wollten, als Kandidat für den Thron Litauens und Westpodoliens vorgestellt. Sie wählten ihn, da er mit Maria, der Tochter des litauischen Großgrundbesitzers Jan Goštautai, verheiratet war, der Herrscher des größten Apanagenfürstentums Litauens war, und sein orthodoxer Glaube ihn bei der ruthenischen Bevölkerung beliebt machte. Kasimir IV. regelte diesen Konflikt, indem er Semjon die Region Brazlawschtschyna übertrug. 1461 wurden die Separatisten zum Rückzug gezwungen, da sie es nicht wagten, bewaffneten Widerstand zu leisten.
Semjon musste Kiew vor tatarischen Überfällen schützen. Während seiner Herrschaft vereinigte das Kiewer Fürstentum innerhalb seiner Grenzen einen Großteil der Zentral- und Ostukraine und wurde in der Endphase dieses Prozesses zum territorialen, politischen und kulturellen Zentrum der Herausbildung der ukrainischen Nationalitäten. In den späten 1450er Jahren wurde auf Semjons Befehl eine Erweiterung der südlichen Grenzen Kiews durchgeführt. Das Fürstentum erstreckte sich vom Fluss Murafa bis zur Mündung des Dnister und von dort an Otschakiw vorbei bis zur Mündung des Dnepr, weiter den Dnepr entlang und entlang des Flusses Samara bis zum Siwerskyj Donez und der Tichaja Sosna.
Semjon führte eine unabhängige Politik gegenüber dem Khanat der Krim, dem Fürstentum Moldau und dem Großfürstentum Moskau. Er förderte den Gelehrtenkreis der Sophienkathedrale und mit seinen Mitteln wurde das Kiewer Höhlenkloster wieder aufgebaut. Mit seiner Offenheit gegenüber den Einflüssen der griechisch-orthodoxen Welt und des katholischen Westeuropa trugen seine Aktivitäten zum kulturellen und nationalen Aufstieg in der Dnepr-Ukraine bei. In Semjons innerem Kreis wurden Übersetzungen einer Reihe von Werken philosophischer und wissenschaftlicher Natur aus dem Althebräischen und Lateinischen sowie zwei Neuausgaben eines Paterikon des Kiewer Höhlenklosters angefertigt, was Zeugnisse des Wachstums des nationalen Bewusstseins der lokalen Eliten und gebildeten Kreise und von Semjons Versuchen, Kiew die Rolle eines bedeutenden politischen- und Kulturzentrums zurückzugeben, waren.
Semjon hatte einen Sohn, Wassyl, der von 1471 bis 1495 Fürst von Pinsk war. Semjon hatte auch zwei Töchter. Eine von ihnen, Sofia, heiratete 1471 den Großfürst Twers Michail Borissowitsch.
Nach Semjons Tod wurde das Fürstentum Kiew endgültig in die Woiwodschaft Kiew umgewandelt. Der litauische Fürstenrat entzog seinem Sohn Wassyl und seinem Bruder Michail den Besitz Kiews und ernannte trotz des Widerstands der Kiewer Bevölkerung den katholischen Magnaten Martin Gaschtold zum Statthalter.